# Wręczyca Wielka (gromada)
Wręczyca Wielka – dawna gromada, czyli najmniejsza jednostka podziału terytorialnego Polskiej Rzeczypospolitej Ludowej w latach 1954–1972.
Gromady, z gromadzkimi radami narodowymi (GRN) jako organami władzy najniższego stopnia na wsi, funkcjonowały od reformy reorganizującej administrację wiejską przeprowadzonej jesienią 1954 do momentu ich zniesienia z dniem 1 stycznia 1973, tym samym wypierając organizację gminną w latach 1954–1972.
Gromadę Wręczyca Wielka z siedzibą GRN we Wręczycy Wielkiej utworzono – jako jedną z 8759 gromad na obszarze Polski – w powiecie kłobuckim w woj. stalinogrodzkim, na mocy uchwały nr 19/54 WRN w Stalinogrodzie z dnia 5 października 1954. W skład jednostki weszły obszary dotychczasowych gromad Grodzisko, Wręczyca Mała i Wręczyca Wielka ze zniesionej gminy Wręczyca Wielka w tymże powiecie, a także oddziały leśne nr nr 149–153, 172, 173, 181–184, 192–198, 200–203, 209, 216 i 223–228 z Nadleśnictwa Grodzisko. Dla gromady ustalono 23 członków gromadzkiej rady narodowej.
20 grudnia 1956 województwo stalinogrodzkie przemianowano (z powrotem) na katowickie.
31 grudnia 1959 do gromady Wręczyca Wielka włączono wieś Pierzchno wraz z przysiółkami Kolonia Pierzchno i Pierzchno-Towarzystwo oraz oddziały leśne nr nr 122, 136, 137, 169–171 i 177–180 z Nadleśnictwa Grodzisko ze zniesionej gromady Libidza w tymże powiecie.
Gromada przetrwała do końca 1972 roku, czyli do kolejnej reformy gminnej. 1 stycznia 1973 w powiecie kłobuckim reaktywowano gminę Wręczyca Wielka.